# Linia kolejowa Neupetershain – Hoyerswerda
Linia kolejowa Neupetershain – Hoyerswerda – nieistniejąca już linia kolejowa przebiegająca przez teren krajów związkowych Brandenburgia i Saksonia, w Niemczech. Łączyła stację Neupetershain na linii Großenhain – Cottbus z Hoyerswerdą na linii Węgliniec – Roßlau.